# Hlynur Bæringsson
Hlynur Elías Bæringsson (nacido el 6 de julio de 1982 en Stykkishólmsbær) es un jugador de baloncesto islandés que actualmente pertenece a la plantilla del Stjarnan Garðabær de la Domino's League, la máxima división islandesa. Con 2,00 metros de altura puede jugar tanto en la posición de Ala-Pívot como en la de Pívot. Es internacional absoluto con Islandia.

## Trayectoria Profesional

### UMF Skallagrímur
Jugó en el Skallagrímur Borgarnes (hasta 2002).
En la temporada 2001-2002, participó en el All-Star Game de la Epson League y a final de temporada fue elegido en el mejor quinteto de jugadores islandeses de la Epson League por Eurobasket.com.

### Snæfell
De 2002 a 2005, jugó en el Snæfell Stykkishólmur.
En la temporada 2002-2003, fue el 5º máximo reboteador (12,2 rebotes) de la Epson League.
En la temporada 2003-2004, fue nombrado jugador más mejorado del año de la Intersport League y elegido por 2ª vez en el mejor quinteto de jugadores islandeses de la Intersport League, ambas cosas por Eurobasket.com.
En la temporada 2004-2005, fue nombrado jugador islandés del año de la Intersport League y elegido en el segundo mejor quinteto de la Intersport League y por 3ª vez en el mejor quinteto de jugadores islandeses de la Intersport League, todo ello por Eurobasket.com.

### Aris Leeuwarden
Firmó para la temporada 2005-2006 por el Aris Leeuwarden holandés.
Disputó 26 partidos de liga con el conjunto de Leeuwarden, promediando 11,8 puntos (33,3 % en triples y 64,3 % en tiros libres), 11 rebotes, 3 asistencias y 2,7 robos en 33,7 min de media.
Fue el 3º máximo reboteador de la Eredivisie. Fue seleccionado para disputar el All-Star Game de la Eredivisie. A final de temporada fue elegido en el mejor quinteto de jugadores europeos de la Eredivisie por Eurobasket.com.

### Regreso al Snæfell
Durante los siguientes cuatro años (2006-2010), regresó al Snæfell. Se proclamó campeón de la Copa Powerade en 2007, de la Copa de Islandia en 2008 y 2010, de la Express League en 2010 y de la Copa Lengjan en 2010 también.
En la temporada 2006-2007, fue el 3º máximo reboteador (11,5 rebotes) de la Express League y elegido por 4ª vez en el mejor quinteto de jugadores islandeses de la Express League, por 2ª vez en el segundo mejor quinteto de la Express League y por 1ª vez en el mejor quinteto defensivo de la Express League, todo ello por Eurobasket.com.
En la temporada 2007-2008, fue el 2º máximo reboteador (12,1 rebotes) de la Express League, nombrado por 1ª vez pívot del año de la Express League y por 2ª vez jugador islandés del año de la Express League y elegido por 5ª vez en el  mejor quinteto de jugadores islandeses de la Express League, por 1ª vez en el mejor quinteto de la Express League y por 2ª vez en el mejor quinteto defensivo de la Express League, todo ello por Eurobasket.com.
En la temporada 2008-2009, fue el 2º máximo reboteador (11,9 rebotes) de la Express League y elegido por 6ª vez en el mejor quinteto de jugadores islandeses de la Express League y por 1ª vez recibió una mención honorable Express League, todo ello por Eurobasket.com.
En la temporada 2009-2010, jugó 32 partidos de liga con un promedio de 20,1 puntos (63,3 % en tiros de 2, 33,7 % en triples y 70,2 % en tiros libres), 13,9 rebotes, 3,3 asistencias, 2,1 robos y 1,3 tapones en 35,1 min.
Fue el máximo reboteador y el 7º en robos y tapones de la Express League, nombrado por 1ª vez jugador del año de la Express League y jugador defensivo del año de la Express League, por 2ª vez pívot del año de la Express League y por 3ª vez jugador islandés del año de la Express League y elegido por 7ª vez en el mejor quinteto de jugadores islandeses de la Express League, por 2ª vez en el mejor quinteto de la Express League y por 3ª vez en el mejor quinteto defensivo de la Express League, todo ello por Eurobasket.com.

### Sundsvall Dragons
En el verano de 2010, fichó por los Sundsvall Dragons suecos, donde ha permanecido los últimos seis años (2010-2016). Se proclamó campeón de la Basketligan en 2011.
En su primera temporada (2010-2011), jugó 33 partidos de liga y 15 de play-offs, promediando en liga 13,3 puntos (59,1 % en tiros de 2, 37,3 % en triples y 71,1 % en tiros libres), 10,5 rebotes, 4,1 asistencias y 1,8 robos en 31 min, mientras que en play-offs promedió 12,7 puntos (52,9 % en tiros de 2 y 75 % en tiros libres), 8,7 rebotes, 3,4 asistencias y 1,3 robos en 31,7 min.
Fue el 2º máximo reboteador y el 10º máximo asistente de la Basketligan. A final de temporada fue elegido en el segundo mejor quinteto de la Basketligan y en el mejor quinteto de jugadores europeos de la Basketligan, ambas cosas por Eurobasket.com.
En su segunda temporada (2011-2012), jugó 34 partidos de liga y 5 de play-offs, promediando en liga 14,2 puntos (56,3 % en tiros de 2, 34,7 % en triples y 76,6 % en tiros libres), 10 rebotes, 2,6 asistencias y 1,4 robos en 34,2 min, mientras que en play-offs promedió 11,8 puntos (80 % en tiros libres), 11 rebotes y 2 asistencias en 34 min.
Fue el 2º máximo reboteador de la Basketligan.
En su tercera temporada (2012-2013), jugó 33 partidos de liga y 14 de play-offs, promediando en liga 14,8 puntos (56,7 % en tiros de 2, 43,9 % en triples y 69,9 % en tiros libres), 10,3 rebotes, 3,3 asistencias y 1,3 robos en 33,5 min, mientras que en play-offs promedió 12,7 puntos (52,8 % en tiros de 2, 42,6 % en triples y 77,8 % en tiros libres), 10,1 rebotes, 3,4 asistencias y 2 robos en 36,6 min.
Fue el máximo reboteador de la Basketligan. A final de temporada fue nombrado defensor del año de la Basketligan, ala-pívot del año de la Basketligan y jugador europeo del año de la Basketligan y elegido en el mejor quinteto de la Basketligan y por 2ª vez en el mejor quinteto de jugadores europeos de la Basketligan, todo ello por Eurobasket.com.
En su cuarta temporada (2013-2014), jugó 35 partidos de liga y 4 de play-offs, promediando en liga 14,6 puntos (55,3 % en tiros de 2, 39,2 % en triples y 74,3 % en tiros libres), 10,7 rebotes, 3,3 asistencias y 1,4 robos en 34,1 min, mientras que en play-offs promedió 13 puntos (68,2 % en tiros libres), 8,3 rebotes, 2 asistencias y 1,3 robos en 35,3 min.
Fue el 2º máximo reboteador de la Basketligan. A final de temporada fue nombrado por 2ª vez defensor del año de la Basketligan y jugador europeo del año de la Basketligan y elegido por 2ª vez en el mejor quinteto de la Basketligan y por 3ª vez en el mejor quinteto de jugadores europeos de la Basketligan, todo ello por Eurobasket.com.
En su quinta temporada (2014-2015), jugó 32 partidos de liga y 8 de play-offs, promediando en liga 14,1 puntos (55,3 % en tiros de 2, 39,4 % en triples y 67,9 % en tiros libres), 9,7 rebotes, 3,4 asistencias y 1,1 robos en 33,9 min, mientras que en play-offs promedió 12,9 puntos (57,1 % en tiros de 2, 31,3 % en triples y 81 % en tiros libres), 9 rebotes y 3,1 asistencias en 35,9 min.
Fue el 5º máximo reboteador de la Basketligan. A final de temporada recibió una mención honorable Basketligan y fue elegido por 4ª vez en el mejor quinteto de jugadores europeos de la Basketligan, ambas cosas por Eurobasket.com.
En su sexta y última temporada (2015-2016), jugó 28 partidos de liga y 4 de play-offs, promediando en liga 14,3 puntos (41,5 % en triples y 65,7 % en tiros libres), 10 rebotes, 2,5 asistencias y 1,3 robos en 34,2 min, mientras que en play-offs promedió 13,5 puntos (65 % en tiros libres), 10,3 rebotes, 4,5 asistencias y 1,5 robos en 36,3 min.
Fue el 2º máximo reboteador de la Basketligan. A final de temporada fue elegido por 2ª vez en el segundo mejor quinteto de la Basketligan y por 5ª vez en el mejor quinteto de jugadores europeos de la Basketligan, ambas cosas por Eurobasket.com.
Disputó un total de 195 partidos de liga y 50 de play-offs con el cuadro de Sundsvall entre las seis temporadas, promediando en liga 14,2 puntos (55,2 % en tiros de 2, 39,5 % en triples y 71,4 % en tiros libres), 10,2 rebotes, 3,2 asistencias y 1,3 robos en 33,4 min de media, mientras que en play-offs promedió 13 puntos (51,4 % en tiros de 2, 32,8 % en triples y 75,1 % en tiros libres), 9,4 rebotes, 3,1 asistencias y 1,3 robos en 34,6 min de media.

### Stjarnan Garðabær
Tras seis años fuera de Islandia, el 31 de agosto de 2016, fichó por el Stjarnan Garðabær para la temporada 2016-2017.

## Selección Islandesa

### Categorías inferiores
Disputó con las categorías inferiores de la selección islandesa la fase de clasificación para el Europeo Sub-18 de 2000, celebrada entre Eslovaquia, Eslovenia, Estonia, Irlanda y República Checa, consiguiendo Islandia clasificarse, la ronda preliminar del Europeo Sub-18 de 2000, celebrada entre Razgrad, Saarlouis y San Quintín, no consiguiendo Islandia pasarla, la ronda de semifinales para el Europeo Sub-20 de 2002, no consiguiendo Islandia pasarla, y la fase de clasificación para el Europeo Sub-20 de 2002 celebrada entre Bulgaria, Grecia, Hungría, Suecia y Ucrania, no consiguiendo Islandia clasificarse.
En la fase de clasificación para el Europeo Sub-18 de 2000 jugó 3 partidos con un promedio de 14 puntos (75,9 % en tiros libres) y 8,7 rebotes en 34,3 min de media. Fue el máximo reboteador de su selección.
Finalizó la fase de clasificación para el Europeo Sub-18 de 2000 con el 14º mejor % de tiros libres y fue el 2º en rebotes ofensivos por partido (4,3 por partido) y tiros libres anotados por partido (7,3 por partido), el 4º en dobles-dobles (2), el 6º máximo reboteador y el 17º máximo anotador.
En la ronda preliminar del Europeo Sub-18 de 2000 jugó 5 partidos con un promedio de 8,4 puntos (71,4 % en tiros libres) y 7,8 rebotes en 31,4 min de media. Fue el máximo reboteador de su selección.
Finalizó la ronda preliminar del Europeo Sub-18 de 2000 como el 6º máximo reboteador y el 6º en rebotes ofensivos por partido (3,4 por partido), el 8º en dobles-dobles (1) y tiros libres anotados por partido (4 por partido), el 12º en rebotes defensivos por partido (4,4 por partido) y el 20º en min por partido.
En la ronda de semifinales para el Europeo Sub-20 de 2002 jugó 1 partido (1 rebote en 1 min).
En la fase de clasificación para el Europeo Sub-20 de 2002 jugó 5 partidos con un promedio de 13 puntos (50 % en tiros de 2, 50 % en triples y 52,5 % en tiros libres), 10,2 rebotes, 1,4 asistencias y 1,2 robos en 29,8 min de media. Fue el máximo reboteador de su selección.
Finalizó la fase de clasificación para el Europeo Sub-20 de 2002 con el 9º mejor % de triples y fue el 2º en rebotes defensivos por partido (7,6 por partido), el 3º máximo reboteador, el 12º en triples anotados por partido (2 por partido) y dobles-dobles (2) y el 14º en tiros libres por partido (4,2 por partido).

### Absoluta

#### 2005
Debutó con la absoluta de Islandia en el verano de 2005, en el EuroBasket División B de 2005, donde la selección de baloncesto de Islandia no consiguió ascender al EuroBasket División A.
Jugó 4 partidos con un promedio de 7,3 puntos (42,9 % en triples y 50 % en tiros libres), 6 rebotes y 1,8 robos en 28,5 min de media. Fue el máximo reboteador de su selección.
Finalizó el EuroBasket División B de 2005 como el 15º máximo reboteador y el 15º en robos por partido y el 16º en rebotes defensivos por partido (4 por partido) y rebotes ofensivos por partido (2 por partido).

#### 2007
Disputó el EuroBasket División B de 2007, donde la selección de baloncesto de Islandia no consiguió ascender al EuroBasket División A.
Jugó 4 partidos con un promedio de 5 puntos (60 % en tiros libres), 9 rebotes, 1,5 asistencias y 1,5 robos en 25 min de media.
Finalizó el EuroBasket División B de 2007 como el 15º en dobles-dobles (1).

#### 2009
Disputó el EuroBasket División B de 2009, donde la selección de baloncesto de Islandia no consiguió ascender al EuroBasket División A.
Jugó 5 partidos con un promedio de 6,4 puntos (63,6 % en tiros libres), 6,6 rebotes, 1,2 asistencias y 1,2 tapones en 27,8 min de media. Fue el máximo reboteador y taponador de su selección.
Finalizó el EuroBasket División B de 2009 con el 19º mejor % de tiros de 2 (27,3 %) y el 20º mejor % de tiros libres y fue el 3º máximo taponador, el 8º en rebotes defensivos por partido (2,4 por partido), el 9º máximo reboteador y el 9º en tiros libres anotados por partido (2,8 por partido) y el 11º en rebotes defensivos por partido (4,2 por partido).

#### 2012
En el verano de 2012, disputó la Fase de clasificación para el EuroBasket 2013, no consiguiendo la selección de baloncesto de Islandia clasificarse.
Jugó 10 partidos con un promedio de 14,4 puntos (73,3 % en tiros libres), 9,2 rebotes, 3,2 asistencias, 1,8 robos y 1 tapón en 34,9 min de media. Fue el máximo reboteador y taponador y el 1º en robos de su selección.
Finalizó la Fase de clasificación para el EuroBasket 2013 como el 1º en rebotes ofensivos por partido (4,1 por partido), el 4º máximo reboteador, el 8º en dobles-dobles (3), el 10º en tiros libres anotados por partido (4,4 por partido), el 11º en min por partido, el 14º en faltas recibidas por partido (5,3 por partido), el 15º máximo taponador, el 16º en robos por partido y el 20º en rebotes defensivos por partido (5,1 por partido).

#### 2013
Disputó la 1ª fase de clasificación para el EuroBasket 2015, consiguiendo la selección de baloncesto de Islandia clasificarse para la 2ª fase.
Jugó 4 partidos con un promedio de 6,8 puntos (52,6 % en tiros de 2 y 66,7 % en tiros libres), 8,3 rebotes, 3,5 asistencias, 1,3 robos y 1 tapón en 32,5 min de media. Fue el máximo reboteador y taponador de su selección.
Finalizó la 1ª fase de clasificación para el EuroBasket 2015 como el 2º en min por partido, el 4º máximo reboteador, el 6º máximo taponador y el 6º en rebotes defensivos por partido (5,8 por partido) y el 7º máximo asistente y el 7º en rebotes ofensivos por partido (2,5 por partido).

#### 2014
Disputó la 2ª fase de clasificación para el EuroBasket 2015,  consiguiendo la selección de baloncesto de Islandia clasificarse para el EuroBasket 2015 (1ª vez en su historia que se clasificaron para un EuroBasket).
Jugó 4 partidos con un promedio de 5,3 puntos (57,1 % en tiros libres), 8,5 rebotes y 1 asistencia en 25,5 min de media. Fue el máximo reboteador de su selección.
Finalizó la 2ª fase de clasificación para el EuroBasket 2015 como el 5º máximo reboteador, el 8º en rebotes ofensivos por partido (3 por partido) y el 12º en rebotes defensivos por partido (5,5 por partido) y dobles-dobles (1).

#### 2015
Participó en el EuroBasket 2015, celebrado entre Alemania, Croacia, Francia y Letonia, donde la selección de baloncesto de Islandia quedó en 24ª posición.
Jugó 5 partidos con un promedio de 10,8 puntos (31,6 % en triples y 66,7 % en tiros libres), 7 rebotes, 1,8 asistencias y 1,2 robos en 31 min de media. Fue el máximo reboteador y el 1º en robos de su selección.
Finalizó el EuroBasket 2015 como el 10º máximo reboteador y el 10º en rebotes ofensivos por partido (2,6 por partido), el 11º en robos por partido y el 13º en min por partido.
Disputó los Juegos de los Pequeños Estados de Europa de 2015, celebrados en Reikiavik, Islandia, donde la selección de baloncesto de Islandia se colgó la medalla de plata.

#### 2016
En el verano de 2016, disputó la fase de clasificación para el EuroBasket 2017.

## Clubes
- Skallagrímur Borgarnes (1997-2002)
- Snæfell Stykkishólmur (2002-2005)
- Aris Leeuwarden (2005-2006)
- Snæfell Stykkishólmur (2006-2010)
- Sundsvall Dragons (2010-2016)
- Stjarnan Garðabær (2016-actualidad)